# 287347 Mézes
287347 Mézes è un asteroide della fascia principale. Scoperto nel 2002, presenta un'orbita caratterizzata da un semiasse maggiore pari a 2,7831697 UA e da un'eccentricità di 0,0552770, inclinata di 7,19817° rispetto all'eclittica.